# Breidy Goluz
Breidy Goluz Peña (Jamundí, Valle del Cauca, Colombia, 13 de noviembre de 1997) es un futbolista colombiano. Juega de extremo. Y su equipo actual es el Umecit FC de la Primera División de Panamá.

## Clubes
| Club            | País          | Año           | Partidos | Goles |
| --------------- | ------------- | ------------- | -------- | ----- |
| Boyacá Chicó    | Colombia      | 2015          | 1        | 0     |
| América de Cali | Colombia      | 2017          | 3        | 0     |
| Orsomarso SC    | Colombia      | 2018-2022     | 64       | 21    |
| Carabobo FC     | Venezuela     | 2022          | 19       | 3     |
| Tauro FC        | Panamá        | 2023          | 39       | 14    |
| Orsomarso SC    | Colombia      | 2024          | 7        | 0     |
| Umecit FC       | Panamá        | 2024-presente | 0        | 0     |
| Total carrera   | Total carrera | Total carrera | 133      | 38    |